# Cámara de Comercio Paraguayo-Australiana
La Cámara de Comercio Paraguayo-Australiana, fue fundada el 14 de septiembre de 2012, en presencia de 72 socios fundadores y de la embajadora concurrente ante República del Paraguay Patricia Holmes, además de los descendientes directos de la migración australiana del año 1893, (Liderada por William Lane), así como los empresarios más representativos de las fuerzas vivas de bienes y servicios, con que cuenta la República del Paraguay.
La gestión fue acompañada desde un comienzo por el Sr. Esteban Bedoya Encargado de Negocios de la Embajada del Paraguay en Australia.
También es socia fundadora de la Cámara la empresa Australiana P&O Maritime Services, locada en Paraguay y Representada por el reconocido empresario Ricardo Dos Santos.
Objetivos de la CPA:
Entre los objetivos que contemplan los estatutos sociales del gremio se pueden destacar los siguientes puntos.
Fortalecer las relaciones bilaterales entre ambas naciones.
Desarrollar la relación Sur-Sur entre ambos países.
Brindar información con respecto a Becas-Intercambios-Actividades Deportivas que se realicen tanto Australia como en el Paraguay.
Invitar, desarrollar y fomentar el turismo en todas sus aristas.
Recibir a Voluntarios y Pasantes.
1.er Presidente de la CPA: 14-09-2012 al 30-08-2013. Abg. Daniel Hidalgo Carrera.
La CPA cuenta con una Comisión Directiva (2014-2016), conformada por 11 miembros, actualmente teniendo como Presidente al Ing. Gerardo Galeano Zarza y como Vicepresidente al           Lic. Roberto Maida. Además cuenta con una plana ejecutiva precedida por el ideólogo de esta travesía el Sr: Fernando José Figueredo Maricevich.